# Osztrák–Magyar Államvasút-Társaság
A cs. kir. szab. osztrák Államvasút-Társaság (ÁVT, ritkábban OÁVT), németül k. k. privilegierte österreichische Staatseisenbahn-Gesellschaft (StEG), illetve 1883. január 1-jétől Osztrák–Magyar Államvasút-Társaság (OMÁV), németül privilegierte österreichisch-ungarische Staatseisenbahn-Gesellschaft nevével ellentétben az Osztrák–Magyar Monarchia egyik magán vasúttársasága volt.

## Története

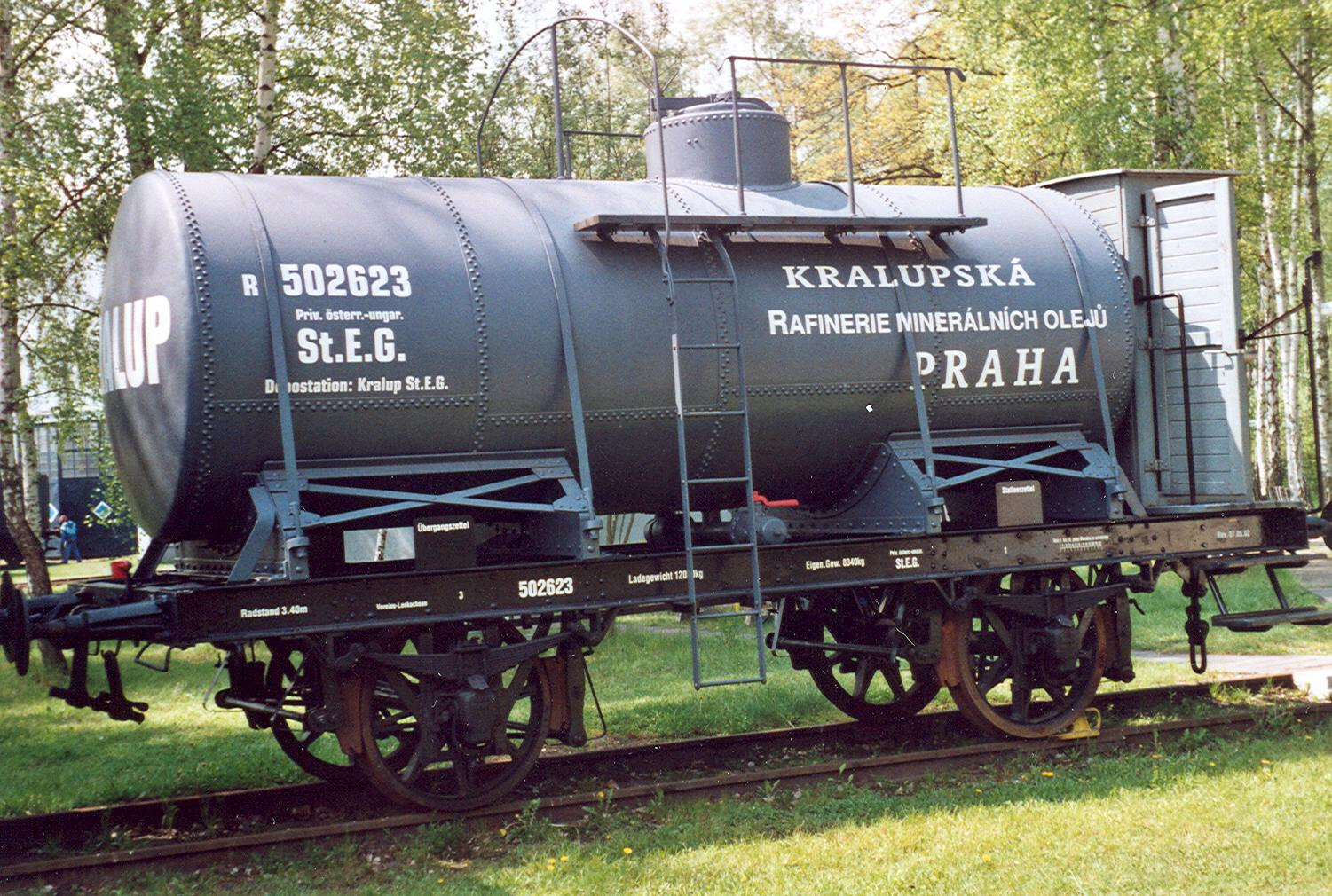
Az ÁVT tartálykocsija

Az Államvasút-Társaság nevével ellentétben magánvasút-társaság volt, melynek tulajdonosa külföldi tőkés befektetői csoport volt, francia zsidó részvényesekkel, magyar arisztokratákkal és nagytőkésekkel. A legnagyobb részvénytulajdonosok névjegyzékét a vasúttársaság éves üzleti jelentései tartalmazzák. 1854. október 17-én alapították, 1855 januárjában az osztrák államtól megkapta a Cs. kir. Északi Államvasút és a Cs. kir. Délkeleti Államvasút vonalait és eszközeit, emellett jelentős földterületeket és bányákat a Bánságban. Innen ered a társaság szokatlan neve. Ez az üzletkötés azt jelentette, hogy a Monarchia addigi államvasúti politikát feladja tőkeerő hiányában. A Bécs–Győri Vasút 1855. február 13-i és a Brünn-Rossitzer Eisenbahn 1879. január 1-jei átvétele, valamint új vonalak kiépítése után, 1890-re az ÁVT osztrák területen 1350 km, míg Magyarországon további 1500 km-nyi vonalhálózattal rendelkezett. 1880-tól HÉV-vonalakat is épített, melyek formailag különállók voltak, de a HÉV-társaságban az OÁVT-nak kizárólagos tulajdonjoga volt.
Az Államvasút-Társaság magyarországi vonalait az 1891. évi XXV. törvénycikk alapján 1891-ben a MÁV vette át, míg az osztrák szakaszok az 1909. október 15-i államosítás után kerültek a kkStB-hez. A Bruck-Királyhida–Miklóshalma és a Marchegg–országhatár szakaszok 1920-tól kerültek osztrák tulajdonba.

## A társaság vonalai
| Vonal                                                       | Átadás éve | Megjegyzés                                                                                                |
| ----------------------------------------------------------- | ---------- | --- |
| Bécs–Wolkersdorf–Mistelbach–Laa/Thaya–Brünn–Prága–Bodenbach |            | |
| Bécs–Pozsony–Érsekújvár–Budapest–Szeged                     |            | átvéve a cs. kir. Délkeleti Államvasúttól                                                                 |
| Bécs–Bruck-Királyhida–Győr                                  |            | 1855-ben átvéve a Bécs–Győri Vasúttól, 1882-ben átadva a MÁV-nak a Vágvölgyi vasút vonalaiért cserébe     |
| Győr–Újszőny                                                | *1855/56   | 1882-ben átadva a MÁV-nak a Vágvölgyi vasút vonalaiért cserébe                                            |
| Chotzen–Halbstadt                                           | *1875      | |
| Halbstadt–Mittelsteine                                      | *1876/1889 | |
| Wenzelsberg–Starkotsch                                      | *1876      | |
| Böhmisch Trübau–Olmütz                                      |            | |
| Uherské Hradiště–Uherský Brod                               |            | |
| Enzersdorf bei Staatz–Poysdorf                              | *1886      | |
| Brünn–Vlára-szoros (országhatár)–Teplafő                    | *1887      | |
| Götzendorf–Klein-Schwechat                                  |            | |
| Götzendorf–Mannersdorf                                      |            | |
| Bruck-Királyhida–Hainburg an der Donau                      |            | |
| Báziás–Oravica                                              | *1856      | |
| Szeged–Temesvár                                             | *1857      | |
| Rákosrendező–Kőbánya alsó                                   | *1861      | |
| Oravica–Stájerlak-Anina                                     | *1863      | |
| Temesvár–Karánsebes                                         | *1876      | |
| Karánsebes–Orsova–országhatár                               | *1879      | |
| Pozsony–Récse–Nagyszombat–Vágújhely–Trencsén                |            | egykori Vágvölgyi vasút-vonal, 1882-ben átvéve a MÁV-tól a Bruck-Királyhida–Győr–Újszőny vonalért cserébe |
| Nagyszombat–Szered                                          |            | egykori Vágvölgyi vasút-vonal, 1882-ben átvéve a MÁV-tól a Bruck-Királyhida–Győr–Újszőny vonalért cserébe |
| Récse–Prácsa                                                |            | egykori Vágvölgyi vasút-vonal, 1882-ben átvéve a MÁV-tól a Bruck-Királyhida–Győr–Újszőny vonalért cserébe |
| Pozsony–Récse                                               | *1883      | |
| Galánta–Szered                                              | *1883      | |
| Trencsénteplic–Zsolna                                       | *1883      | |
| Nagytapolcsány–Nagybélic                                    | *1883      | |
| Csaca–országhatár(–Zwardoń)                                 | *1884      | |
| Párkány-Nána–Csata                                          | *1885      | |
| Szered–Lipótvár                                             | *1885      | |
| Trencsénteplic–Vlára-szoros                                 | *1888      | |

| Vonal                        | Átadás éve | Megjegyzés |
| ---------------------------- | ---------- | --- |
| Valkány–Perjámos             | *1870      | |
| Vojtek–Németbogsán           | *1874      | |
| Lobositz–Libochowitz         | *1882      | |
| Kralupp–Welwarn              | *1882      | |
| Přelouč–Prachowitz/Kalkpodol | *1882      | |
| Kralupp–Zvolenowes           | *1886      | |
| Chotzen–Leitomischl          | *1882      | |
| Kiskunfélegyháza–Csongrád    | *1888      | Közvetetten az OMÁV 100%-os tulajdonában álló Félegyháza–Csongrád Helyi Érdekű Gőzmozdonyú Vasút társaságon keresztül |

## Az ÁVT által üzemeltetett vonalak
- Brandeis an der Elbe (Místní dráha Brandýs nad Labem)–Neratowitz (Neratovice) helyiérdekű vasút (*1899)
- Aujezd (Místní dráha Újezd)–Luhatschowitz (Luhačovice) helyiérdekű vasút (*1905)

## Az ÁVT gőzmozdonyai
Az Államvasút-Társaság fennállása során gőzmozdonyai jelölésére három számozási rendszert alkalmazott. Az első, 1858-as rendszer nem tartalmazott sorozat- vagy osztálymegjelölést, azt csak az 1873-ban bevezetett második rendszerben kezdték alkalmazni. A harmadik jelölési rendszert már a magyar vonalrészek államosítása után, 1897-ben kezdték alkalmazni.

### Első jelölési rendszer, 1858
Az Államvasút-Társaság első számozási rendszere sorozat- és osztálymegjelölés nélkül, a járműveket mindössze a személy- és tehervonati mozdonyok eltérő pályaszámcsoportba sorolásával (a személy- és gyorsvonati mozdonyok eredetileg 300 alatti, a tehervonatiak efölötti pályaszámokat kaptak) különböztették meg. A tulajdonképpen terhervonati 229 psz. mozdony ilyetén besorolásával 1868-ban eltértek a szisztémától.
A Magyar Középponti Vasút (MKpV), a Bécs–Győri Vasút (WRB), az Cs. kir. Északi Államvasút (NStB) és a Cs. kir. Délkeleti Államvasút (SÖStB) átvett mozdonyait szintén ebbe a rendszerbe sorolták. Mivel 299 psz. alatt már szinte minden pályaszámot kiadtak, ezért 1873-ban új rendszert vezettek be.
| Eredet | Psz. az 1. rendszer szerint | Jelleg  | Gyártási év | Gyártó                                       | Psz. a 2. rendszer szerint  | Kategória a 2. rendszere szerint | 3. rendszer | MÁV 1891       | MÁV 1911 | kkStB-sor. | Megjegyzés                                                                               |
| ------ | --------------------------- | ------- | ----------- | -------------------------------------------- | --------------------------- | -------------------------------- | ----------- | -------------- | -------- | ---------- | ---------------------------------------------------------------------------------------- |
| MKpV   | 1                           | 1A1–n2  | 1842        | Meyer/Mülhausen                              | –                           |                                  |             |                |          |            | DEBRECZIN                                                                                |
| NStB   | 2–7                         | 2A–n2   | 1842        | Bécsújhelyi Mozdonygyár                      | –                           |                                  |             |                |          |            |                                                                                          |
| WRB    | 8–11                        | 1A1–n2  | 1842        | Sharp                                        | –                           |                                  |             |                |          |            |                                                                                          |
| NStB   | 12–22                       | 2A–n2   | 1845        | Bécsújhelyi Mozdonygyár                      | –                           |                                  |             |                |          |            | 1858-ban 12–15 eladva az Erzbahn Nučic-nak                                               |
| NStB   | 23–26                       | 2A–n2   | 1845        | Norris/Philadelphia                          | –                           |                                  |             |                |          |            |                                                                                          |
| NStB   | 27–43                       | 2A–n2   | 1845        | Cockerill/Seraing                            | –                           |                                  |             |                |          |            |                                                                                          |
| NStB   | 44–50                       | 2A–n2   | 1845        | Cockerill/Seraing                            | 1                           |                                  |             |                |          |            |                                                                                          |
| MKpV   | 51–54                       | 2A–n2   | 1845        | Cockerill/Seraing                            | 2                           |                                  |             |                |          |            | PEST, BUDA, PANNONIA és POZSONY                                                          |
| NStB   | 55–57                       | 2A–n2   | 1846        | Norris/Bécs                                  | –                           |                                  |             |                |          |            |                                                                                          |
| NStB   | 58–61                       | 2A–n2   | 1846        | Bécsújhelyi Mozdonygyár                      | –                           |                                  |             |                |          |            |                                                                                          |
| MKpV   | 62–69                       | 2A–n2   | 1846        | Cockerill/Seraing                            | –                           |                                  |             |                |          |            | VÁCZ, NEOGRÁD, ESZTERGOM, KOMÁROM, HONT, BORSOD, NYITRA és HEVES                         |
| MKpV   | 70                          | 1A1–n2  | 1846        | WRB                                          | –                           |                                  |             |                |          |            | BÉTS                                                                                     |
| MKpV   | 71–72                       | 1B–n2   | 1846        | Norris/Bécs                                  | –                           |                                  |             |                |          |            | NÁDOR és ISTVÁN                                                                          |
| NStB   | 73–74                       | 2A–n2   | 1846        | Meyer/Mülhausen                              | –                           |                                  |             |                |          |            |                                                                                          |
| WRB    | 75–77                       | 2B–n2   | 1846        | Haswell                                      | –                           |                                  |             |                |          |            |                                                                                          |
| MKpV   | 78–84                       | 1B–n2   | 1847        | Haswell                                      | 357–363                     | IIIe                             |             |                |          |            | CZEGLÉD, ABONY, PILIS, MONOR, ALBERTI, IRSA, VISEGRÁD, ÜLLŐ, SZOLNOK, NAGYMAROS és BIHAR |
| SöStB  | 85–87                       | 1B–n2   | 1850        | Haswell                                      | 364–366                     | IIIe                             |             |                |          |            |                                                                                          |
| SöStB  | 88–91                       | 1B–n2   | 1851        | Haswell                                      | 15–18                       | IIIe'                            |             |                |          |            |                                                                                          |
| SöStB  | 92–95                       | 1B–n2   | 1851        | Bécsújhelyi Mozdonygyár                      | 26–29                       | IIIe                             |             | IIr 1283–1285  |          |            |                                                                                          |
| NStB   | 96–107                      | 2B–n2   | 1852        | Cockerill/Seraing                            | 30–31                       | IIIe                             |             |                |          |            |                                                                                          |
| SöStB  | 108–117                     | 1B–n2   | 1854        | Haswell                                      | 19–25                       | IIIe                             |             | IIr 1281–1282  |          |            |                                                                                          |
| –      | 118–124                     | 1B–n2   | 1854        | Haswell                                      | 354–356                     | IIIf                             |             |                |          |            | még a WRB rendelte                                                                       |
| –      | 125–132                     |         |             |                                              |                             |                                  |             |                |          |            | D–n2-nek fenntartva, de azok végül 441–447 psz. lettek                                   |
| –      | 133–145                     | B2–n2st | 1855        | Lokomotivfabrik der StEG                     | 32–44                       | IVg                              |             | TIIb 1351–1361 | 269      |            |                                                                                          |
| –      | 146–157                     | B3–n2st | 1857–1858   | Cockerill/Seraing                            | 45–56                       | IVg                              | 2001–2005   |                |          |            |                                                                                          |
| –      | 158–168                     | 2A–n2   | 1861        | Lokomotivfabrik der StEG                     | 3–13                        | IIIeII                           | 1001–1011   |                |          |            |                                                                                          |
| –      | 169                         | 2A–n4   | 1861        | Lokomotivfabrik der StEG                     | 14                          | IIIeII                           | 1051        |                |          |            | DUPLEX                                                                                   |
| –      | 170–177                     | B3–n2st | 1863        | Lokomotivfabrik der StEG                     | 57–64                       | IVgI                             |             | TIIa 1341–1348 | 268      |            |                                                                                          |
| –      | 178–270                     | B3–n2st | 1865–1873   | Lokomotivfabrik der StEG                     | 367–459                     | IVe                              | 2201–2256   | TII 1301–1337  | 250      | 14         |                                                                                          |
| –      | 299                         | 2B–n2   | 1868        | prágai műhelyek                              | 207                         |                                  |             |                |          |            | a 312–326 tartalékalkatrészeiből építve                                                  |
| MKpV   | 300–303                     | C–n2    | 1847        | Haswell                                      | 706–709                     | IVi                              |             |                |          |            | ERŐS, ÉRSEK-UJVÁR, TISZA és DUNA                                                         |
| NStB   | 304–309                     | 2B–n2   | 1848        | Maffei/München                               | 219–224                     | IIIf                             |             | IIq 1271–1275  |          |            |                                                                                          |
| MKpV   | 310–311                     | 1B–n2   | 1848        | Haswell                                      | 340–341                     | IIIf                             | 2101        |                |          |            | NAGY KÖRÖS, VILLÁM és CSILLAG                                                            |
| NStB   | 312–326                     | 2B–n2   | 1848–1849   | Bécsújhelyi Mozdonygyár                      | 208–212                     |                                  |             |                |          |            | a 312 1B–n2t-re átépítve és kősőbb StEG II 256-ra átszámozva                             |
| NStB   | 327–332                     | 2B–n2   | 1849–1850   | Bécsújhelyi Mozdonygyár                      | 213–216                     | IIIf                             |             |                |          |            |                                                                                          |
| NStB   | 333–338                     | 2B–n2   | 1848–1849   | Cockerill/Seraing                            | 350–353                     | IIIf                             |             |                |          |            | a 335 és a 338 psz. 1870-ben Pest–Losoncz Vasútnak eladva                                |
| NStB   | 339–347                     | 2B–n2   | 1850        | Haswell                                      | 225–233                     | IIIf                             | 2151–2152   | IIq 1276–1277  |          |            |                                                                                          |
| NStB   | 348–349                     | 2B–n2   | 1850        | Kessler/Karlsruhe                            | 201–202                     | IIIf                             |             |                |          |            |                                                                                          |
| SöStB  | 350–357                     | 1B–n2   | 1850–1851   | Haswell                                      | 342–349                     | IIIf                             | 2102–2104   |                |          |            |                                                                                          |
| SöStB  | 358–365                     | 1B–n2   | 1850–1851   | Bécsújhelyi Mozdonygyár                      | 217–218                     | IIIf                             |             |                |          |            |                                                                                          |
| SöStB  | 366–369                     | 1B–n2   | 1851        | Esslingeni Gépgyár                           | 203–206                     | IIIf                             |             |                |          |            |                                                                                          |
| SöStB  | 370–373                     | 1B–n2   | 1850        | Maffei/München                               | 336–339                     | IIIf                             |             |                |          |            |                                                                                          |
| SöStB  | 374–381                     | 1B–n2   | 1852        | Bécsújhelyi Mozdonygyár                      | 234–239 257–258             | IIIf IVr                         |             | IIs 1286–1287  | 252      |            |                                                                                          |
| NStB   | 382–399                     | 2B–n2   | 1852        | Haswell                                      | 316–333                     | IIIf                             | 2153–2154   |                |          |            |                                                                                          |
| SöStB  | 400–437                     | 1B–n2   | 1852–1854   | Bécsújhelyi Mozdonygyár                      | 240–255 256 259–280 281–285 | IIIf IVr                         |             | IIs 1288–1300  | 252      |            |                                                                                          |
| SöStB  | 438–439                     | 2B–n2   | 1852        | Haswell                                      | 334–335                     | IIIf                             | 2155–2156   |                |          |            |                                                                                          |
| –      | (440)                       | D–n2    | 1855        | Lokomotivfabrik der StEG                     | –                           |                                  |             |                |          |            | még a WRB rendelte, eladva 1855-ben                                                      |
| –      | 441–447                     | D–n2    | 1855        | Lokomotivfabrik der StEG                     | 1101–1107                   | IVi                              | 4001        |                |          |            | még a WRB rendelte                                                                       |
| –      | 448–465                     | C2–n2st | 1856        | Maffei/München                               | 710–727                     | IVh                              |             | TIII 3191–3200 | 368      |            |                                                                                          |
| –      | 466–475                     | C2–n2st | 1856        | Lokomotivfabrik der StEG                     | 728–737                     | IVh                              | 3251–3255   |                |          |            |                                                                                          |
| –      | 476–487                     | C2–n2st | 1857        | Esslingeni Gépgyár                           | 744–755                     | IVh                              | 3260–3266   |                |          |            |                                                                                          |
| –      | 488–491                     | D–n2    | 1858        | Lokomotivfabrik der StEG                     | 1108–1111                   | IVi                              | 4002        |                |          |            | a MÁV-nak, de még 1891 előtt †                                                           |
| –      | 492–493                     | C2–n2st | 1858        | Esslingeni Gépgyár                           | 756–757                     | IVh                              | 3267        |                |          |            |                                                                                          |
| –      | 494–499                     | C2 n2st | 1859        | Lokomotivfabrik der StEG                     | 738–743                     | IVh                              | 3256–3259   |                |          |            | a 495, 496, 498 és 499 psz. építőmozdony a KRB-nél                                       |
| –      | 500–503                     | C+B–n2t | 1862–1867   | Lokomotivfabrik der StEG                     | 1401–1404                   | VI                               |             | TIVa 4270      |          |            | STEYERDORF, …                                                                            |
| –      | 504–581                     | C–n2    | 1866–1872   | Lokomotivfabrik der StEG                     | 758–835                     | IVs                              | 3301–3364   | IIIm 3061–3074 | 358      | 32         |                                                                                          |
| –      | 600–711                     | D–n2    | 1867–1880   | Lokomotivfabrik der StEG, Esslingeni Gépgyár | 1112–1223                   | V                                | 4201–4260   | IVb 4201–4242  | 459      | 571        |                                                                                          |

### Második jelölési rendszer, 1873
Mivel az első jelölési rendszer lehetőségei kimerültek, az ÁVT 1873-ban új jelölési rendszer bevezetéséről döntött. 
Ekkor egyfajta sorozatjel-rendszert vezettek be, amely mégis inkább kategória-rendszernek tekinthető, mivel az azonos kategóriába tartozó mozdonyok nem feltétlenül voltak típusazonosak, viszont hasonló feladatra használták őket.
Alapvetően az I, II, III, IV, V és VI kategóriák léteztek, ahol:
- I és II kategória: gyorsvonati mozdonyok két kapcsolt kerékpárral,
- III kategória: személyvonati mozdonyok egy vagy két kapcsolt kerékpárral,
- IV–VI kategória: tehervonati mozdonyok három, négy, vagy öt hajtott kerékpárral.

Ezeket a kategóriákat kiegészítő kisbetűkkel tovább bontották és azokat még tovább felső indexbe jelekkel (pl.: IVaI, IVcII, vagy IVfn. Miután 1891-ben az ÁVT/OMÁV magyarországi vonalait államosították és a járművek egy része a MÁV-hoz került, így az ÁVT a megmaradt járműveit újra átszámozta.
| Psz. a 2. rendszer szerint  | Kategória a 2. rendszer szerint | Jelleg  | Gyártási év | Gyártó                                                                | Eredet | Psz. az 1. rendszer szerint | 3. rendszer             | MÁV 1891        | MÁV 1911 | kkStB-sor. | Megjegyzés                                                      |
| --------------------------- | ------------------------------- | ------- | ----------- | --------------------------------------------------------------------- | ------ | --------------------------- | ----------------------- | --------------- | -------- | ---------- | --------------------------------------------------------------- |
| 1                           |                                 | 2A–n2   | 1845        | Cockerill/Seraing                                                     | NStB   | 44–50                       |                         |                 |          |            |                                                                 |
| 2                           |                                 | 2A–n2   | 1845        | Cockerill/Seraing                                                     | MKpV   | 51–54                       |                         |                 |          |            | BUDA                                                            |
| 3–13                        | IIIeII                          | 2A–n2   | 1861        | Lokomotivfabrik der StEG                                              | –      | 158–168                     | 1001–1011               |                 |          |            |                                                                 |
| 14                          | IIIeII                          | 2A–n4   | 1861        | Lokomotivfabrik der StEG                                              | –      | 169                         | 1051                    |                 |          |            | DUPLEX                                                          |
| 15–18                       | IIIeI                           | 1B–n2   | 1851        | Haswell                                                               | SöStB  | 88–91                       |                         |                 |          |            |                                                                 |
| 19–25                       | IIIe                            | 1B–n2   | 1854        | Haswell                                                               | SöStB  | 108–117                     |                         | IIr 1281–1282   |          |            |                                                                 |
| 26–29                       | IIIe                            | 1B–n2   | 1851        | Bécsújhelyi Mozdonygyár                                               | SöStB  | 92–95                       |                         | IIr 1283–1285   |          |            |                                                                 |
| 30–31                       | IIIe                            | 2B–n2   | 1852        | Cockerill/Seraing                                                     | NStB   | 96–107                      |                         |                 |          |            |                                                                 |
| 32–44                       | IVg                             | B2–n2st | 1855        | Lokomotivfabrik der StEG                                              | –      | 133–145                     |                         | TIIb 1351–1361  | 269      |            |                                                                 |
| 45–56                       | IVg                             | B3–n2st | 1857–1858   | Cockerill/Seraing                                                     | –      | 146–157                     | 2001–2005               |                 |          |            |                                                                 |
| 57–64                       | IVgI                            | B3–n2st | 1863        | Lokomotivfabrik der StEG                                              | –      | 170–177                     |                         | TIIa 1341–1348  | 268      |            |                                                                 |
| 65–122                      | I                               | 1B1–n2  | 1882–1891   | Lokomotivfabrik der StEG, Hanomag                                     | –      |                             | 2301–2326               | Ig 601–632      | 223      | 5          |                                                                 |
| 141–142                     | Ib                              | 1B1–n2  | 1888        | Lokomotivfabrik der StEG                                              | –      |                             | 2351–2352               |                 |          | 105        | eredetileg 114–115                                              |
| 144                         | Ie                              | 2B–n3v  | 1897        | Lokomotivfabrik der StEG                                              | –      |                             | 2501                    |                 |          | 506        |                                                                 |
| 161–190                     | Ia                              | 1B1–n2  | 1886–1896   | Lokomotivfabrik der StEG                                              | –      |                             | 2401–2430               |                 |          | 205        |                                                                 |
| 200                         | II                              | 1Bo–n2v | 1884        | Sharp                                                                 | –      |                             | 2051                    |                 |          |            | először 161 psz., 1885-től 208 psz., 1886-tól 200 psz.          |
| 201–202                     | IIIf                            | 2B–n2   | 1850        | Kessler/Karlsruhe                                                     | NStB   | 348–349                     |                         |                 |          |            |                                                                 |
| 203–206                     | IIIf                            | 1B–n2   | 1851        | Esslingeni Gépgyár                                                    | SöStB  | 366–369                     |                         |                 |          |            |                                                                 |
| 203"–204"                   |                                 | B–n2t   | 1884        | Hagans                                                                | –      |                             |                         |                 |          | 283        | Klein Schwechat−Mannersdorfi hév                                |
| 207                         |                                 | 2B–n2   | 1868        | prágai műhelyek                                                       | –      | 299                         |                         |                 |          |            |                                                                 |
| 208–212                     |                                 | 2B–n2   | 1848–1849   | Bécsújhelyi Mozdonygyár                                               | NStB   | 312–326                     |                         |                 |          |            | az I 312 psz. 1B–n2t-re átépítve és később II 256-ra átszámozva |
| 213–216                     | IIIf                            | 2B–n2   | 1849–1850   | Bécsújhelyi Mozdonygyár                                               | NStB   | 327–332                     |                         |                 |          |            |                                                                 |
| 217–218                     | IIIf                            | 1B–n2   | 1850–1851   | Bécsújhelyi Mozdonygyár                                               | SöStB  | 358–365                     |                         |                 |          |            |                                                                 |
| 219–224                     | IIIf                            | 2B–n2   | 1848        | Maffei/München                                                        | NStB   | 304–309                     |                         | IIq 1271–1275   |          |            |                                                                 |
| 225–233                     | IIIf                            | 2B–n2   | 1850        | Haswell                                                               | NStB   | 339–347                     | 2151–2152               | IIq 1276–1277   |          |            |                                                                 |
| 234–239 257–258             | IIIf IVr                        | 1B–n2   | 1852        | Bécsújhelyi Mozdonygyár                                               | SöStB  | 374–381                     |                         | IIs 1286–1287   | 252      |            |                                                                 |
| 240–255 256 259–280 281–285 | IIIf IVr                        | 1B–n2   | 1852–1854   | Bécsújhelyi Mozdonygyár                                               | SöStB  | 400–437                     |                         | IIs 1288–1300   | 252      |            |                                                                 |
| 316–333                     | IIIf                            | 2B–n2   | 1852        | Haswell                                                               | NStB   | 382–399                     | 2153–2154               |                 |          |            |                                                                 |
| 334–335                     | IIIf                            | 2B–n2   | 1852        | Haswell                                                               | SöStB  | 438–439                     | 2155–2156               |                 |          |            |                                                                 |
| 336–339                     | IIIf                            | 1B–n2   | 1850        | Maffei/München                                                        | SöStB  | 370–373                     |                         |                 |          |            |                                                                 |
| 340–341                     | IIIf                            | 1B–n2   | 1848        | Haswell                                                               | MKpV   | 310–311                     | 2101                    |                 |          |            | NAGY KÖRÖS és VILLÁM                                            |
| 342–349                     | IIIf                            | 1B–n2   | 1850–1851   | Haswell                                                               | SöStB  | 350–357                     | 2102–2104               |                 |          |            |                                                                 |
| 350–353                     | IIIf                            | 2B–n2   | 1848–1849   | Cockerill/Seraing                                                     | NStB   | 333–338                     |                         |                 |          |            |                                                                 |
| 354–356                     | IIIf                            | 1B–n2   | 1854        | Haswell                                                               | –      | 118–124                     |                         |                 |          |            |                                                                 |
| 357–363                     | IIIe                            | 1B–n2   | 1847        | Haswell                                                               | MKpV   | 78–84                       |                         |                 |          |            | CZEGLÉD, ABONY, PILIS, MONOR, ALBERTI, IRSA és VISEGRÁD         |
| 364–366                     | IIIe                            | 1B–n2   | 1850        | Haswell                                                               | SöStB  | 85–87                       |                         |                 |          |            |                                                                 |
| 367–459                     | IVe                             | B3–n2st | 1865–1873   | Lokomotivfabrik der StEG                                              | –      | 178–270                     | 2201–2256               | TII 1301–1337   | 250      | 14         |                                                                 |
| 460–493                     | IVc                             | C–n2t   | 1882–1891   | Lokomotivfabrik der StEG                                              | –      |                             | 31001–31010 32001–32007 | XIId 5581–5597  | 382      | 195        |                                                                 |
| 501–518                     | IVfn                            | C–n2    | 1890, 1898  | Lokomotivfabrik der StEG                                              | –      |                             | 3501–3518               |                 |          | 231        |                                                                 |
| 551–560                     | IVfh                            | C–n2    | 1890–1891   | Lokomotivfabrik der StEG                                              | –      |                             |                         | IIIl 3051–3060  | 339      |            |                                                                 |
| 581                         | IVfc                            | C–n3v   | 1892        | Lokomotivfabrik der StEG                                              | –      |                             |                         | IIIn 3089       |          |            |                                                                 |
| 591–593                     | IVaI                            | C–n2t   | 1883        | Hagans                                                                | –      |                             | 33001–33003             |                 |          | 196        | Klein Schwechat−Mannersdorfi hév                                |
| 601–605                     | IVa                             | C–n2t   | 1870–1873   | Lokomotivfabrik der StEG                                              | –      |                             |                         | XIIe 5601–5605  |          |            | Nagykikinda–Nagybecskereki hév                                  |
| 606–607                     | IVb                             | C–n2t   | 1871–1872   | Lokomotivfabrik der StEG                                              | –      |                             |                         | XIIf 5611–5612  |          |            | StEG II 619–620-ról átszámozva                                  |
| 608–618                     | IVcII                           | C–n2t   | 1879–1881   | Lokomotivfabrik der StEG simmeringi műhelye                           | –      |                             | 30001–30003             | XIIg 5621–5628  |          | 195        |                                                                 |
| 619"–620"                   |                                 | 1B–n2t  | 1881        | Fox, Walker & Co                                                      | –      |                             |                         | XIIIa 5671–5672 |          |            |                                                                 |
| 621–651                     | IVd                             | C–n2t   | 1875–1886   | Lokomotivfabrik der StEG simmeringi műhelye, Lokomotivfabrik der StEG | –      |                             | 3001–3015               | TIIIa 3201–3216 | 369      | 393        | először MÁV 3201–3216, majd 3901–3916, végül 3961–3976          |
| 701–704                     | IVi                             | C–n2    | 1855–1858   | Lokomotivfabrik der StEG                                              | –      |                             | 3101–3103               |                 |          |            | a Brünn–Rossitzer Eisenbahntól átvéve                           |
| 705                         | IVi                             | C–n2    | 1863        | Bécsújhelyi Mozdonygyár                                               | –      |                             | 3151                    |                 |          |            | a Brünn–Rossitzer Eisenbahntól átvéve                           |
| 706–709                     | IVi                             | C–n2    | 1847        | Haswell                                                               | MKpV   | 300–303                     |                         |                 |          |            | ERŐS, ÉRSEK-UJVÁR, TISZA és DUNA                                |
| 710–727                     | IVh                             | C2–n2st | 1856        | Maffei/München                                                        | –      | 448–465                     |                         | TIII 3191–3200  | 368      |            |                                                                 |
| 728–737                     | IVh                             | C2–n2st | 1856        | Lokomotivfabrik der StEG                                              | –      | 466–475                     | 3251–3255               |                 |          |            |                                                                 |
| 738–743                     | IVh                             | C2–n2st | 1859        | Lokomotivfabrik der StEG                                              | –      | 494–499                     | 3256–3259               |                 |          |            |                                                                 |
| 744–755                     | IVh                             | C2–n2st | 1857        | Esslingeni Gépgyár                                                    | –      | 476–487                     | 3260–3266               |                 |          |            |                                                                 |
| 756–757                     | IVh                             | C2–n2st | 1858        | Esslingeni Gépgyár                                                    | –      | 492–493                     | 3267                    |                 |          |            |                                                                 |
| 758–835                     | IVs                             | C–n2    | 1866–1872   | Lokomotivfabrik der StEG                                              | –      | 504–581                     | 3301–3364               | IIIm 3061–3074  | 358      | 32         |                                                                 |
| 836–859                     | IVs                             | C–n2    | 1873        | Lokomotivfabrik der StEG                                              | –      |                             | 3365–3374               | IIIm 3075–3088  | 358      | 32         |                                                                 |
| 860–921                     | IVm                             | C–n2t   | 1879–1890   | Lokomotivfabrik der StEG                                              | –      |                             | 3201–3240               | TIIIb 3221–3242 | 350      | 166        |                                                                 |
| 1001–1053                   | IVf                             | C–n2    | 1877–1883   | Lokomotivfabrik der StEG                                              | –      |                             | 3401–3411               | IIIp 3091–3132  | 340      | 31         |                                                                 |
| 1054–1080                   | IVfI                            | C–n2    | 1887–1890   | Lokomotivfabrik der StEG                                              | –      |                             | 3451–3477               |                 |          | 131        |                                                                 |
| 1101–1107                   | IVi                             | D–n2    | 1855        | Lokomotivfabrik der StEG                                              | –      | 441–447                     | 4001                    |                 |          |            |                                                                 |
| 1108–1111                   | IVi                             | D–n2    | 1858        | Lokomotivfabrik der StEG                                              | –      | 488–491                     | 4002                    |                 |          |            | a MÁV-nak, de még 1891 előtt †                                  |
| 1112–1223                   | V                               | D–n2    | 1867–1880   | Lokomotivfabrik der StEG, Esslingeni Gépgyár                          | –      | 600–711                     | 4201–4260               | IVb 4201–4242   | 459      | 571        |                                                                 |
| 1224–1246                   | V                               | D–n2    | 1875–1880   | Lokomotivfabrik der StEG, Esslingeni Gépgyár, Borsig                  | –      |                             | 4261–4273               | IVb 4243–4248   | 459      | 571        |                                                                 |
| 1251–1256                   | Vn                              | D–n2    | 1890        | Lokomotivfabrik der StEG                                              | –      |                             | 4301–4306               |                 |          | 75         |                                                                 |
| 1257–1271                   | Vg                              | D–n2    | 1891–1900   | Lokomotivfabrik der StEG                                              | –      |                             | 4401–4415               |                 |          | 175        |                                                                 |
| 1301–1313                   | Vd                              | D–n2t   | 1880–1891   | Lokomotivfabrik der StEG                                              | –      |                             | 4101–4104               | TIV 4261–4269   | 450      | 378        |                                                                 |
| 1361–1378                   | Vc                              | D–n2t   | 1885–1897   | Lokomotivfabrik der StEG                                              | –      |                             | 40001–40013             | XIV 5681–5685   | 476      | 478        |                                                                 |
| 1401–1404                   | VI                              | C+B–n2t | 1862–1867   | Lokomotivfabrik der StEG                                              | –      | 500–503                     |                         | TIVa 4270       |          |            | STEYERDORF, …                                                   |

### Harmadik jelölési rendszer, 1897
1891-ben az OMÁV magyarországi vonalait államosították és a járművek egy részét átvette a MÁV, így az OMÁV a megmaradt járműveit újra átszámozta.
Az új rendszer két- és háromjegyű sorozatjelet és kétjegyű sorszámot (pályaszámot) tartalmazott. A háromjegyű sorozatjeleket mellékvonali járművek kapták (már 1882-től), ahol a 200-as sorozatjel-csoportba a két-, 300-asba a három kapcsolt kerékpárú járművek tartoztak. A sorozatjelet és a pályaszámot egymás mellé írták, elválasztó jel nélkül. Így egy sorozatjelen belül a típusváltozatokat úgy különböztették meg, hogy az első típust 01-től, a másodikat 51-től számozták
Az osztrák vonalak 1909-es államosításával (1908. január 1-jei hatállyal) az OMÁV járműveit a kkStB saját állagába vette.
| Psz. a 3. rendszer szerint | Jelleg  | Gyártási év | Gyártó                                                                | Eredet | Psz. az 1. rendszer szerint | Psz. a 2. rendszer szerint | Kategória a 2. rendszer szerint | MÁV 1891        | MÁV 1911 | kkStB-sor. | Megjegyzés                                             |
| -------------------------- | ------- | ----------- | --------------------------------------------------------------------- | ------ | --------------------------- | -------------------------- | ------------------------------- | --------------- | -------- | ---------- | ------------------------------------------------------ |
| 1001–1011                  | 2A–n2   | 1861        | Lokomotivfabrik der StEG                                              | –      | 158–168                     | 3–13                       | IIIeII                          |                 |          |            |                                                        |
| 1051                       | 2A–n4   | 1861        | Lokomotivfabrik der StEG                                              | –      | 169                         | 14                         | IIIeII                          |                 |          |            | DUPLEX                                                 |
| 2001–2005                  | B3–n2st | 1857–1858   | Cockerill/Seraing                                                     | –      | 146–157                     | 45–56                      | IVg                             |                 |          |            |                                                        |
| 2051                       | 1Bo–n2v | 1884        | Sharp                                                                 | –      |                             | 200                        | II                              |                 |          |            |                                                        |
| 2101                       | 1B–n2   | 1848        | Haswell                                                               | MKpV   | 310–311                     | 340–341                    | IIIf                            |                 |          |            | VILLÁM                                                 |
| 2102–2104                  | 1B–n2   | 1850–1851   | Haswell                                                               | SöStB  | 350–357                     | 342–349                    | IIIf                            |                 |          |            |                                                        |
| 2151–2152                  | 2B–n2   | 1850        | Haswell                                                               | NStB   | 339–347                     | 225–233                    | IIIf                            | IIq 1276–1277   |          |            |                                                        |
| 2153–2154                  | 2B–n2   | 1852        | Haswell                                                               | NStB   | 382–399                     | 316–333                    | IIIf                            |                 |          |            |                                                        |
| 2155–2156                  | 2B–n2   | 1852        | Haswell                                                               | SöStB  | 438–439                     | 334–335                    | IIIf                            |                 |          |            |                                                        |
| 2201–2256                  | B3–n2st | 1865–1873   | Lokomotivfabrik der StEG                                              | –      | 178–270                     | 367–459                    | IVe                             | TII 1301–1337   | 250      | 14         |                                                        |
| 2301–2326                  | 1B1–n2  | 1882–1891   | Lokomotivfabrik der StEG, Hanomag                                     | –      |                             | 65–122                     | I                               | Ig 601–632      | 223      | 5          |                                                        |
| 2351–2352                  | 1B1–n2  | 1888        | Lokomotivfabrik der StEG                                              | –      |                             | 141–142                    | Ib                              |                 |          | 105        |                                                        |
| 2401–2430                  | 1B1–n2  | 1886–1896   | Lokomotivfabrik der StEG                                              | –      |                             | 161–190                    | Ia                              |                 |          | 205        |                                                        |
| 2501                       | 2B–n3v  | 1897        | Lokomotivfabrik der StEG                                              | –      |                             | 144                        | Ie                              |                 |          | 506        |                                                        |
| 2601–2616                  | 2B–n2   | 1900–1902   | Lokomotivfabrik der StEG                                              | –      |                             |                            |                                 |                 |          | 406        | 1945 után 2 db MÁV 227 sor.                            |
| 3001–3015                  | C–n2t   | 1875–1886   | Lokomotivfabrik der StEG simmeringi műhelye, Lokomotivfabrik der StEG | –      |                             | 621–651                    | IVd                             | TIIIa 3201–3216 | 369      | 393        | először MÁV 3201–3216, majd 3901–3916, végül 3961–3976 |
| 3101–3103                  | C–n2    | 1855–1858   | Lokomotivfabrik der StEG                                              | –      |                             | 701–704                    | IVi                             |                 |          |            | a Brünn–Rossitzer Eisenbahntól átvéve                  |
| 3151                       | C–n2    | 1863        | Bécsújhelyi Mozdonygyár                                               | –      |                             | 705                        | IVi                             |                 |          |            | a Brünn–Rossitzer Eisenbahntól átvéve                  |
| 3201–3240                  | C–n2t   | 1879–1890   | Lokomotivfabrik der StEG                                              | –      |                             | 860–921                    | IVm                             | TIIIb 3221–3242 | 350      | 166        |                                                        |
| 3251–3255                  | C2–n2st | 1856        | Lokomotivfabrik der StEG                                              | –      | 466–475                     | 728–737                    | IVh                             |                 |          |            |                                                        |
| 3256–3259                  | C2–n2st | 1859        | Lokomotivfabrik der StEG                                              | –      | 494–499                     | 738–743                    | IVh                             |                 |          |            |                                                        |
| 3260–3266                  | C2–n2st | 1857        | Esslingeni Gépgyár                                                    | –      | 476–487                     | 744–755                    | IVh                             |                 |          |            |                                                        |
| 3267                       | C2–n2st | 1858        | Esslingeni Gépgyár                                                    | –      | 492–493                     | 756–757                    | IVh                             |                 |          |            |                                                        |
| 3301–3364                  | C–n2    | 1866–1872   | Lokomotivfabrik der StEG                                              | –      | 504–581                     | 758–835                    | IVs                             | IIIm 3061–3074  | 358      | 32         |                                                        |
| 3365–3374                  | C–n2    | 1873        | Lokomotivfabrik der StEG                                              | –      |                             | 836–859                    | IVs                             | IIIm 3075–3088  | 358      | 32         |                                                        |
| 3401–3411                  | C–n2    | 1877–1883   | Lokomotivfabrik der StEG                                              | –      |                             | 1001–1053                  | IVf                             | IIIp 3091–3132  | 340      | 31         |                                                        |
| 3451–3477                  | C–n2    | 1887–1890   | Lokomotivfabrik der StEG                                              | –      |                             | 1054–1080                  | IVf'                            |                 |          | 131        |                                                        |
| 3501–3518                  | C–n2    | 1890, 1898  | Lokomotivfabrik der StEG                                              | –      |                             | 501–518                    | IVfn                            |                 |          | 231        |                                                        |
| 3519–3535                  | C–n2    | 1890, 1898  | Lokomotivfabrik der StEG                                              | –      |                             |                            |                                 |                 |          | 231        |                                                        |
| 3601–3610                  | 2C–h2   | 1908        | Lokomotivfabrik der StEG                                              | –      |                             |                            |                                 |                 |          | 211        | 1939-től MÁV 329 sor.                                  |
| 3651–3664                  | 2C–n4v  | 1902–1904   | Lokomotivfabrik der StEG                                              | –      |                             |                            |                                 |                 |          | 109        |                                                        |
| 3701–3734                  | 1C–n2   | 1899–1906   | Lokomotivfabrik der StEG                                              | –      |                             |                            |                                 |                 |          | 560.0      |                                                        |
| 3751–3771                  | 1C–n2v  | 1900–1902   | Lokomotivfabrik der StEG                                              | –      |                             |                            |                                 |                 |          | 560.5      |                                                        |
| 3801–3843                  | 1C–h2   | 1906–1909   | Lokomotivfabrik der StEG                                              | –      |                             |                            |                                 |                 |          | 760        |                                                        |
| 3851–3860                  | 1C–n3v  | 1905        | Lokomotivfabrik der StEG                                              | –      |                             |                            |                                 |                 |          | 660        |                                                        |
| 3901–3920                  | 1C–h2   | 1907        | Lokomotivfabrik der StEG                                              | –      |                             |                            |                                 |                 |          | 228        |                                                        |
| 4001                       | D–n2    | 1855        | Lokomotivfabrik der StEG                                              | –      | 441–447                     | 1101–1107                  | IVi                             |                 |          |            |                                                        |
| 4002                       | D–n2    | 1858        | Lokomotivfabrik der StEG                                              | –      | 488–491                     | 1108–1111                  | IVi                             |                 |          |            |                                                        |
| 4001–4016                  | 1D–n2t  | 1908–1909   | Lokomotivfabrik der StEG                                              | –      |                             |                            |                                 |                 |          | 179        |                                                        |
| 4101–4104                  | D–n2t   | 1880–1891   | Lokomotivfabrik der StEG                                              | –      |                             | 1301–1313                  | Vd                              | TIV 4261–4269   | 450      | 378        |                                                        |
| 4201–4260                  | D–n2    | 1867–1880   | Lokomotivfabrik der StEG, Esslingeni Gépgyár                          | –      | 600–711                     | 1112–1223                  | V                               | IVb 4201–4242   | 459      | 571        |                                                        |
| 4261–4273                  | D–n2    | 1875–1880   | Lokomotivfabrik der StEG, Esslingeni Gépgyár, Borsig                  | –      |                             | 1224–1246                  | V                               | IVb 4243–4248   | 459      | 571        |                                                        |
| 4301–4306                  | D–n2    | 1890        | Lokomotivfabrik der StEG                                              | –      |                             | 1251–1256                  | Vn                              |                 |          | 75         |                                                        |
| 4401–4415                  | D–n2    | 1891–1900   | Lokomotivfabrik der StEG                                              | –      |                             | 1257–1271                  | Vg                              |                 |          | 175        |                                                        |
| 4416–4419                  | D–n2    | 1900        | Lokomotivfabrik der StEG                                              | –      |                             |                            |                                 |                 |          | 175        |                                                        |
| 20001–20002                | B–n2t   | 1884        | Hagans                                                                | –      |                             | 203"–204"                  |                                 |                 |          | 283        | Klein Schwechat−Mannersdorfi hév                       |
| 30001–30003                | Ct n2   | 1879–1881   | Lokomotivfabrik der StEG simmeringi műhelye                           | –      |                             | 608–618                    | IVc"                            | XIIg 5621–5628  |          | 195        |                                                        |
| 31001–31010 32001–32007    | C–n2t   | 1882–1891   | StEG                                                                  | –      |                             | 460–493                    | IVc                             | XIId 5581–5597  | 382      | 195        |                                                        |
| 33001–33003                | C–n2t   | 1883        | Hagans                                                                | –      |                             | 591–593                    | IVa'                            |                 |          | 196        | Klein Schwechat−Mannersdorfi hév                       |
| 40001–40013                | D–n2t   | 1885–1897   | Lokomotivfabrik der StEG                                              | –      |                             | 1361–1378                  | Vc                              | XIV 5681–5685   | 476      | 478        |                                                        |
| 40014–40019                | D–n2t   | 1905–1907   | Lokomotivfabrik der StEG                                              | –      |                             |                            |                                 |                 |          | 478        |                                                        |
| Koritschan                 | D–n2t   | 1907        | Floridsdorfi Mozdonygyár                                              | –      |                             |                            |                                 |                 |          | 462        | Nemotitz–Koritschani hév                               |

#### Brünn-Czernowitz üzletvezetőség
| Jelölés      | Jelleg | Gyártási év | Gyártó                   | ČSD-sor.                           | Megjegyzés                                      |
| ------------ | ------ | ----------- | ------------------------ | ---------------------------------- | ----------------------------------------------- |
| 20001        | B–n2t  | 1905        | Lokomotivfabrik der StEG | ČSD 210.901, ČSD 210.001"          | Aujezd–Luhatschowitzi hév                       |
| 21001        | B–n2t  | 1905        | Lokomotivfabrik der StEG | ČSD 212.901                        | Aujezd–Luhatschowitzi hév                       |
| 40001–40004  | D–n2t  | 1904, 1907  | Lokomotivfabrik der StEG | ČSD 400.901–903, ČSD 400.124       | Brünn–Löschi hév, Friedland–Bílái hév           |
| 41001–41005  | D–n2vt | 1909        | BMMF                     | ČSD 422.9, ČSD 422.0106-0109, 0112 | Friedland–Bílái hév, Nezamislitz–Morkowitzi hév |
| LitGrSen 1–2 | C–n2t  | 1913        | BMMF                     | ČSD 310.0134–0135                  | Littau–Groß Senitzi hév                         |